# Rowlesburg
Rowlesburg ist eine Town im Preston County im US-Bundesstaat West Virginia. Rowlesburg hat 613 Einwohner auf einer Fläche von 3 km². Die Stadt liegt am Cheat River und wird von der West Virginia State Route 72 tangiert.

## Geschichte
Die Ortschaft Rowlesburg liegt in einem Tal, durch das einst der Kriegspfad der Catawba führte. Die erste Siedlung der Einwanderer wurde hier 1756 gegründet. Sie wurde  von den Indianern zerstört. Im Jahr 1763 erließ der König Georg III. aufgrund von Beschwerden der Indianer eine Proklamation, die jegliche Ansiedlung in Preston County verbot. Im Jahr 1836 wurde die Northwestern Turnpike gebaut, die etwa drei Meilen südlich vom heutigen Rowlesburg lag und über die 1834 errichtete Cheat Bridge führte. 1845 wurde mit dem Bau einer weiteren Straße begonnen, die von Macomber bis in die Nähe Eisenbahnlinie der Baltimore and Ohio Railroad führte. Im Jahr 1847 war Thomas Rowles Chefingenieur des Unternehmens und eröffnete ein Büro am Ufers des Cheat Rivers. 1850 entstand hier eine Siedlung, die nach Rowles und benennt wurde und ein angefügtes -burg enthielt.

Baltimore and Ohio Railroad Bridge, Rowelsburg

Durch die Eisenbahnanbindung entwickelte sich die kleine Ansiedlung zu einer Ortschaft. 1851 wurde die erste Schule eröffnet. Henry H. Wheeler wurde der erste Bürgermeister von Rowlesburg. 1860 kamen eine katholische Kirche und Schule hinzu. Während des Amerikanischen Bürgerkriegs lag Rowlesburg zwischen den Fronten. Der Cannon Hill war von Unionssoldaten besetzt und die Truppen der Konföderierten sammelten sich am Palmers Knobb. Geplant war die Zerstörung der Eisenbahnbrücke. Die militärische Operation wurde als „The Jones–Imboden Raid against the Baltimore & Ohio Railroad“ bekannt.
1908 erhielt Rowlesburg elektrische Beleuchtung, 1911 eine Erdgasversorgung und 1912 eine Frischwasserversorgung.